# 米納斯德科拉萊斯
31°34′0″S 55°28′0″W / 31.56667°S 55.46667°W
米納斯德科拉萊斯（西班牙語：Minas de Corrales），是烏拉圭的城鎮，位於該國東北部，由里韋拉省負責管轄，處於里韋拉以南95公里，海拔高度140米，主要經濟活動有採礦業，2011年人口3,788。